# 口对口人工呼吸
口对口人工呼吸是人工呼吸的一种形式，是人們协助或刺激他人呼吸的行为，人們在人工呼吸時要用嘴抵住被救援者的嘴，然後将空气吹入被救援者的肺部。通常無法自主呼吸的人需要人工呼吸。18世紀末，英國的醫生開始積極普及人工呼吸。